# Michael J. Mihatsch
Michael Jörg Mihatsch (* 11. Juli 1943 in Gleiwitz, Oberschlesien) ist ein deutscher Nephropathologe, der sich besonders der Pathologie der Phenacetinniere, der Calcineurin-Inhibitor-Toxizität und der Nierentransplantat-Abstoßung gewidmet hat.

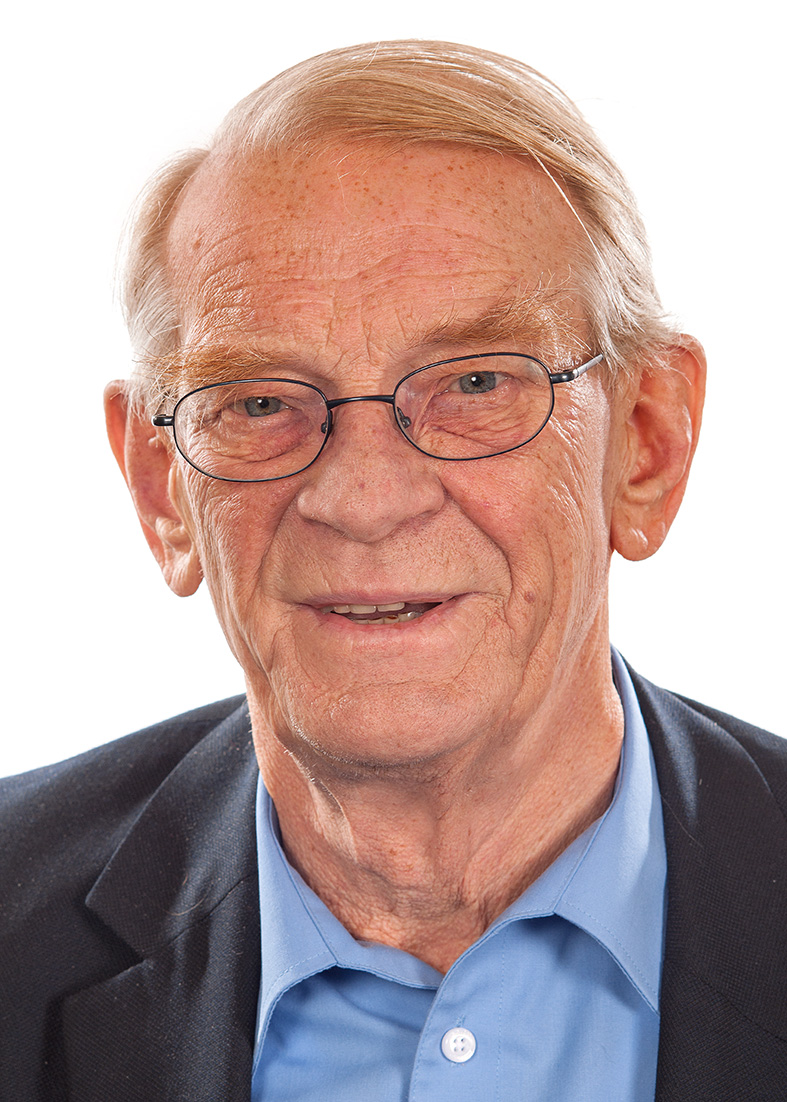
Michael J. Mihatsch (2014)

## Leben und Leistung
Beide Eltern von Michael J. Mihatsch waren Ärzte. Er besuchte bis zum Abitur 1963 Schulen in Duisburg. Von 1963 bis 1968 studierte er Humanmedizin an den Universitäten Bonn und Freiburg. Die Promotion zum Dr. med. erfolgte 1970 an der Universität Freiburg. Seine Medizinalassistenten-Zeit absolvierte Mihatsch an Kliniken in Freiburg und Duisburg. Die Weiterbildung zum Facharzt für Pathologie erfolgte ab 1970 am Institut für Pathologie des Kantonsspitals Basel. Seine Weiterbildung in Nierenpathologie absolvierte Mihatsch unter Leitung von Hans Ulrich Zollinger in Basel. 1978 habilitierte er sich für das Fach Pathologie. Die Ernennung zum Abteilungsleiter für Nierenpathologie erfolgte 1984, die Ernennung zum Extraordinarius 1985. 1988 übernahm Mihatsch die Leitung des Instituts für Pathologie des Universitätsspitals Basel und wurde 1989 zum Ordinarius gewählt. Ab 1990 fungierte er als Präsident der Nachwuchskommission des Schweizerischen Nationalfonds. Von 2000 bis 2005 war er Vizedekan für Nachwuchsförderung. 2007 wurde Mihatsch emeritiert und ist seitdem als Konsiliarius für Nierenpathologie am Institut tätig. Von 2007 bis 2013 wirkte er als Chairman der Arbeitsgruppe für Nierenpathologie der Europäischen Gesellschaft für Pathologie.
Seit seiner Dissertation, die sich mit der Nierentransplantation beim Hund beschäftigte, liegen die Forschungsinteressen von Mihatsch auf dem Gebiet der Nierenerkrankungen. Zuerst stand die Ultrastrukturpathologie der glomerulären Nierenerkrankungen im Zentrum, dann die Pathogenese der Phenacetinniere und phenacetinbedingten Harnwegstumoren, später die Pathologie der Calcineurin-Inhibitor-Toxizität und diverse Teilaspekte der humoralen und zellulären Transplantat-Abstoßung. Weiterhin galten seine Forschungen der Polyomavirus-Nephropathie und der Tumorpathologie von Nieren, Harnwegen und Prostata.
Die Arbeiten von Mihatsch, zusammen mit Basler Klinikern, trugen maßgeblich dazu bei, dass der Wirkstoff Phenacetin – identifiziert als Auslöser der Analgetika-Nephropathie und von malignen Harnwegstumoren – in der Schweiz und anderen westeuropäischen Ländern verboten wurde. Im Jahre 2006 konnte er berichten, dass im Obduktionsgut des Universitätsspitals Basel, 20 Jahre nach dem Phenacetin-Verbot, die Analgetika-Nephropathie nahezu verschwunden war. Das entspricht den Beobachtungen der klinischen Nephrologen in anderen westlichen Ländern.
„Mihatsch hat Basel zu einem Mekka für angehende Nierenpathologen gemacht“.
2004 war Mihatsch Präsident des Jahreskongresses der Nephrologen der deutschsprachigen Länder in Basel mit über 1.000 Teilnehmern.
Mihatsch ist unter anderem aktiv in der "Stiftung für krebskranke Kinder, Regio Basiliensis" (2016).
Mihatsch ist mit einer Ärztin verheiratet und Vater von drei erwachsenen Söhnen. Er ist sehr interessiert an Literatur und Kunst. Er wohnt in Binningen.

## Publikationen
In der Pubmed-Datenbank lassen sich bis 2014 über 500 Publikationen von Mihatsch als Autor oder Coautor nachweisen. Dazu kommen zwei Bücher (Renal Pathology in Biopsy, gemeinsam mit Hans Ulrich Zollinger, 1978, und Das Analgetika-Syndrom als Herausgeber, 1986). Weiterhin verfasste Mihatsch mehrere Lehrbucheinträge in Büchern der Nierenpathologie. Er war zudem bis 2007 Mitglied in Editorial Boards von Zeitschriften der Fachgebiete Pathologie und Nephrologie.

## Auszeichnungen
- 1986: Franz-Volhard-Preis der Deutschen Gesellschaft für Nephrologie (mit Gilbert Thiel und Bernhard Ryffel) für Arbeiten zur Toxizität des Ciclosporin A
- 2009: Ehrenmitgliedschaft der Europäischen Gesellschaft für Pathologie
- 2010: Life Career Achievement Award der Renal Pathology Society
- 2014: Franz-Volhard-Medaille[4]
- 2017: Honorary Member of the Swiss Transplantation Society
- 2019: Rudolf-Virchow-Medaille der Deutschen Gesellschaft für Pathologie